# Unione Sportiva Salernitana 1955-1956
Questa pagina raccoglie i dati riguardanti l'Unione Sportiva Salernitana nelle competizioni ufficiali della stagione 1955-1956.

## Stagione
Nella stagione 1955-1956 la Salernitana disputò il decimo campionato di Serie B della sua storia.
La scarsità delle risorse economiche costrinse la società a un campionato di basso livello; la Salernitana si ritrovò a lottare per la salvezza. Guidata inizialmente dall'ex Antonio Valese, il presidente Spirito a stagione in corso gli preferì Mario Saracino a causa delle iniziali otto sconfitte consecutive patite dai granata. Dopo una sola partita di Saracino, il presidente rassegnò le sue dimissioni e venne sostituito da Michele Scaramella che riportò immediatamente in panchina Valese. Poche giornate di campionato dopo, al suo posto Scaramella richiamò Saracino.
Al termine del torneo la Salernitana, pur avendo la magra consolazione di vincere per 5-0 contro i secondi classificati e promossi in A del Palermo, si piazzò ultima in classifica, retrocedendo in Serie C.

## Divise
| 1ª divisa |

## Organigramma societario
Area direttiva
- Presidente: Roberto Spirito, dal 16/11/1955 Michele Scaramella
- Segretario: Bruno Somma

Area tecnica
- Allenatore: Antonio Valese, dal 7/11/1955 Mario Saracino, dal 16/11/1955 Antonio Valese dal 6/12/1955 Mario Saracino
- Allenatore in seconda: Mario Saracino
- Preparatore atletico: Domenico Varricchio

Area sanitaria
- Medico Sociale: Gino Bernabò
- Massaggiatore: Alberto Fresa

## Rosa
| N. |                   | Ruolo | Calciatore          |
| -- | ----------------- | ----- | ------------------- |
|    | Italia (bandiera) | P     | Renzo Biondani      |
|    | Italia (bandiera) | P     | Egidio Cattaneo     |
|    | Italia (bandiera) | D     | Pietro Bacchini     |
|    | Italia (bandiera) | D     | Pier Luigi Del Bene |
|    | Italia (bandiera) | D     | Marco Galetti       |
|    | Italia (bandiera) | D     | Euro Galletti       |
|    | Italia (bandiera) | D     | Luciano Vellano     |
|    | Italia (bandiera) | C     | Italo Acconcia      |
|    | Italia (bandiera) | C     | Nando Barchiesi     |
|    | Italia (bandiera) | C     | Alfonso Barone      |
|    | Italia (bandiera) | C     | Franco Baucè        |
|    | Italia (bandiera) | C     | Marcello Castoldi   |

| N. |                   | Ruolo | Calciatore           |
| -- | ----------------- | ----- | -------------------- |
|    | Italia (bandiera) | C     | Diego Fanin          |
|    | Italia (bandiera) | C     | Edoardo Pizzi        |
|    | Italia (bandiera) | C     | Matteo Porpora       |
|    | Italia (bandiera) | A     | Luigi Amicarelli     |
|    | Italia (bandiera) | A     | Renato Capraro       |
|    | Italia (bandiera) | A     | Gianni Fida          |
|    | Italia (bandiera) | A     | Augusto Foglia       |
|    | Italia (bandiera) | A     | Luigi Gigante        |
|    | Italia (bandiera) | A     | Alfredo Lulich       |
|    | Italia (bandiera) | A     | Francesco Malighetti |
|    | Italia (bandiera) | A     | Lidio Massagrande    |
|    | Italia (bandiera) | A     | Luciano Testa        |

## Risultati

### Serie B

#### Girone d'andata
| Arbitro: | Lo Bello (Siracusa) |

|                          |           |  |
| Bretti 30’ Gariboldi 59’ | Marcatori |  |

| Arbitro: | Marchetti (Milano) |

|           |           |                          |
| Testa 77’ | Marcatori | 80’ Secchi 85’ Fontanesi |

| Arbitro: | Menchini (Udinese) |

|                                              |           |  |
| Mari 31’ Veglianetti 46’ Galletti 73’ (aut.) | Marcatori |  |

| Arbitro: | Perego (Milano) |

|  |           |                    |
|  | Marcatori | 4’ Fiorio 70’ Moro |

| Arbitro: | De Marchi (Pordenone) |

|                                                        |           |           |
| Gritti 50’ Santoni 59’ Bettini II 60’, 85’ Bellini 66’ | Marcatori | 88’ Testa |

| Arbitro: | Smorto (Reggio Calabria) |

|                         |           |                         |
| Bettolini 35’, 51’, 52’ | Marcatori | 47’ Testa 65’ Barchiesi |

| Arbitro: | Boati (Milano) |

|  |           |                                             |
|  | Marcatori | 39’ Baucè 85’ Barbolini 87’ (aut.) Galletti |

| Arbitro: | De Marchi (Pordenone) |

|                          |           |                                |
| Capraro 8’ Barchiesi 86’ | Marcatori | 29’ Bicicli 49’, 60’ Bernicchi |

| Arbitro: | Mori (Cremona) |

|             |           |                |
| Teneggi 73’ | Marcatori | 83’ Amicarelli |

| Arbitro: | Smorto (Reggio Calabria) |

|              |           |           |
| Acconcia 70’ | Marcatori | 15’ Sanna |

| Arbitro: | Famulari (Messina) |

|  |           |           |
|  | Marcatori | 4’ Milani |

| Arbitro: | Canepa (Genova) |

|                       |           |           |
| Puccinelli 65’ (rig.) | Marcatori | 33’ Testa |

| Arbitro: | Maghernino (San Severo) |

|                |           |                |
| Santamaria 90’ | Marcatori | 61’ Malighetti |

| Arbitro: | Fornari (Bologna) |

|           |           |  |
| Foglia 9’ | Marcatori |  |

| Arbitro: | Annoscia (Bari) |

|                            |           |                |
| Bersellini 31’ Buratti 87’ | Marcatori | 45’ Malighetti |

| Arbitro: | Coppa (Mariano Comense) |

|                              |           |             |
| Testa 9’ Castoldi 72’ (rig.) | Marcatori | 61’ Remonti |

| Arbitro: | Maghernino (San Severo) |

|           |           |  |
| Luosi 28’ | Marcatori |  |

#### Girone di ritorno
| Arbitro: | Boati (Milano) |

|            |           |  |
| Foglia 18’ | Marcatori |  |

| Arbitro: | Grignani (Milano) |

|                                                 |           |                |
| Secchi 30’, 52’, 67’ Fontanesi 75’ Castaldo 87’ | Marcatori | 70’ Malighetti |

| Salerno 26 febbraio 1956 20ª giornata | Salernitana      | 0 – 0 | Taranto | Stadio Donato Vestuti\| Arbitro: \| Griggi (Brescia) \| |
| Arbitro:                              | Griggi (Brescia) |       |         |                                                         |

| Arbitro: | Mori (Cremona) |

|                            |           |  |
| Ruffinoni 72’ Biagioli 82’ | Marcatori |  |

| Arbitro: | Rigato (Mestre) |

|               |           |                                    |
| Amicarelli 4’ | Marcatori | 5’ Baldini 11’Bettini II 70’ Cioni |

| Arbitro: | De Marchi (Pordenone) |

|  |           |               |
|  | Marcatori | 78’ Bettolini |

| Arbitro: | Rebuffo (Milano) |

|                                  |           |  |
| Goldoni 47’ Barbolini 68’ (rig.) | Marcatori |  |

| Parma 1º aprile 1956 25ª giornata | Parma            | 0 – 0 | Salernitana | Stadio Ennio Tardini\| Arbitro: \| Griggi (Brescia) \| |
| Arbitro:                          | Griggi (Brescia) |       |             |                                                        |

| Arbitro: | Grignani (Milano) |

|  |           |               |
|  | Marcatori | 72’ Galassini |

| Arbitro: | Clemente (Roma) |

|                                        |           |                           |
| Regalia 61’ Ghersetich 72’ Bertoli 87’ | Marcatori | 27’ Testa 37’ Massagrande |

| Arbitro: | Gambarotta (Genova) |

|                                            |           |                                          |
| Pistorello 48’ Borri 63’ (rig.) Milani 85’ | Marcatori | 30’ Amicarelli 38’ Testa 51’ Massagrande |

| Arbitro: | Boati (Milano) |

|                |           |             |
| Amicarelli 85’ | Marcatori | 34’ Taccola |

| Salerno 13 maggio 1956 30ª giornata | Salernitana           | 0 – 0 | Catania | Stadio Donato Vestuti\| Arbitro: \| De Gregorio (Legnano) \| |
| Arbitro:                            | De Gregorio (Legnano) |       |         |                                                              |

| Alessandria 20 maggio 1956 31ª giornata | Alessandria     | 0 – 0 | Salernitana | Stadio Giuseppe Moccagatta\| Arbitro: \| Clemente (Roma) \| |
| Arbitro:                                | Clemente (Roma) |       |             |                                                             |

| Arbitro: | Ubezio (Novara) |

|                          |           |                                |
| Foglia 2’ Amicarelli 63’ | Marcatori | 24’ Rebizzi 77’ (aut.) Galetti |

| Arbitro: | Clemente (Roma) |

|                        |           |  |
| Bellotti 46’ Grisa 85’ | Marcatori |  |

| Arbitro: | Angelini (Firenze) |

|                                                         |           |  |
| Amicarelli 7’, 69’ Baucè 39’ Foglia 64’ Massagrande 78’ | Marcatori |  |

## Statistiche

### Statistiche di squadra
| Competizione | Punti | In casa | In casa | In casa | In casa | In casa | In casa | In trasferta | In trasferta | In trasferta | In trasferta | In trasferta | In trasferta | Totale | Totale | Totale | Totale | Totale | Totale | DR  |
| Competizione | Punti | G       | V       | N       | P       | Gf      | Gs      | G            | V            | N            | P            | Gf           | Gs           | G      | V      | N      | P      | Gf     | Gs     | DR  |
| ------------ | ----- | ------- | ------- | ------- | ------- | ------- | ------- | ------------ | ------------ | ------------ | ------------ | ------------ | ------------ | ------ | ------ | ------ | ------ | ------ | ------ | --- |
| Serie B      | 19    | 17      | 4       | 5       | 8       | 17      | 21      | 17           | 0            | 6            | 11           | 13           | 36           | 34     | 4      | 11     | 19     | 30     | 57     | -27 |

### Statistiche dei giocatori[4]
| Giocatore      | Serie B  | Serie B |
| Giocatore      | Presenze | Reti    |
| -------------- | -------- | ------- |
| I. Acconcia    | 20       | 1       |
| L. Amicarelli  | 20       | 7       |
| P. Bacchini    | 8        | 0       |
| N. Barchiesi   | 14       | 2       |
| A. Barone      | 1        | 0       |
| F. Baucè       | 28       | 1       |
| R. Biondani    | 5        | -?      |
| R. Capraro     | 8        | 1       |
| M. Castoldi    | 25       | 1       |
| E. Cattaneo    | 29       | -?      |
| P. Del Bene    | 25       | 0       |
| D. Fanin       | 8        | 0       |
| G. Fida        | 2        | 0       |
| A. Foglia      | 19       | 4       |
| M. Galetti     | 12       | 0       |
| E. Galletti    | 9        | 0       |
| L. Gigante     | 26       | 0       |
| A. Lulich      | 15       | 0       |
| F. Malighetti  | 14       | 3       |
| L. Massagrande | 21       | 3       |
| E. Pizzi       | 8        | 0       |
| M. Porpora     | 2        | 0       |
| L. Testa       | 27       | 7       |
| L. Vellano     | 27       | 0       |